# Ascandra depressa
Ascandra depressa är en svampdjursart som först beskrevs av Arthur Dendy 1891.  Ascandra depressa ingår i släktet Ascandra och familjen Leucaltidae. Inga underarter finns listade i Catalogue of Life.